# Rebekah Johnson
Rebekah Johnson, aussi connue sous les noms de Rebekah Jordan et de Rebekah, est née le 3 septembre 1976 dans l’Ohio, aux États-Unis. C’est une actrice, une chanteuse et une compositrice afro-américaine, notamment connue pour avoir écrit la chanson Beautiful Disaster de Kelly Clarkson. Au cinéma, Rebekah Johnson a eu deux rôles principaux dans les films Liberty Heights, de Barry Levinson, et La Tentation d’Aaron, de C. Jay Cox.